# Guilherme Bissoli Campos
Guilherme Bissoli Campos (* 9. Januar 1998 in Jaú), auch bekannt als Bissoli, ist ein brasilianischer Fußballspieler.

## Karriere
Bissoli erlernte das Fußballspielen in den Jugendmannschaften von EC XV de Novembro und dem FC São Paulo. Beim Erstligisten FC São Paulo stand er bis 2018 unter Vertrag. Mit dem Verein gewann er 2017 den Florida Cup. Am 1. Juli 2019 ging er nach Paraguay, wo er sich dem Club Fernando de la Mora aus Asunción anschloss. Im Januar 2020 kehrte er nach Brasilien zurück, wo er an den Erstligisten Athletico Paranaense ausgeliehen wurde. Mit Paranaense gewann er die Staatsmeisterschaft von Paraná. Für den Verein aus Curitiba bestritt er 15 Erstligaspiele. Nach der Ausleihe wurde er von Paranaense am 1. Januar 2021 fest unter Vertrag genommen. Von Anfang Mai 2021 bis Anfang August 2021 wurde er an den Zweitligisten Cruzeiro Belo Horizonte ausgeliehen. Mit dem Verein spielte er achtmal in der zweiten Liga. Nach der Ausleihe kehrte er zu Paranaense zurück. Mit Paranaense gewann er 2021 die Copa Sudamericana und 2022 die Recopa Sudamericana. Der Avaí FC, ein Erstligist Florianópolis, lieh ihn von April 2022 bis Jahresende aus. Für Avaí bestritt er 32 Erstligaspiele. Nach Vertragsende bei Paranaense wechselte er Anfang Juli 2023 zum Zweitligisten Ceará SC. Bei dem Klub aus Fortaleza stand er bis Jahresende unter Vertrag. Im Januar 2024 zog es ihn nach Thailand. Hier unterschrieb er in Buriram einen Vertrag beim Erstligisten Buriram United. Am Ende der Saison 2023/24 feierte er mit dem Verein die Meisterschaft. Auch in der folgenden Spielzeit gewann er diesen Titel und wurde mit 25 Treffern außerdem noch Torschützenkönig der Liga. Im Mai 2025 gewann er mit Buriram die ASEAN Club Championship. Hier konnte man sich gegen den vietnamesischen Vertreter Công An Hà Nội FC in zwei Endspielen durchsetzen. Am 24. Mai 2025 stand er mit Buriram im Finale des FA Cups, das man mit 3:2 gegen den Erstligisten Muangthong United gewann. Eine Woche später stand er mit dem Verein im Finale des Thai League Cup. Hier schlug man im BG Stadium den Erstligisten Lamphun Warriors FC mit 2:0.

## Erfolge
FC São Paulo
- Florida Cup: 2017

Athletico Paranaense
- Staatsmeisterschaft von Paraná: 2020
- Copa Sudamericana: 2021
- Recopa Sudamericana: 2022

Buriram United
- Thailändischer Meister: 2023/24, 2024/25
- ASEAN Club Championship-Sieger: 2024/25
- Thailändischer Pokalsieger: 2024/25
- Thailändischer Ligapokalsieger: 2024/25

## Auszeichnungen
Staatsmeisterschaft von Paraná
- Torschützenkönig: 2020

Thai League
- Torschützenkönig: 2024/25